# 葛西貞清
葛西 貞清（かさい さだきよ）は、鎌倉時代後期から南北朝時代前期の武将。葛西氏の当主。葛西 清貞（かさい きよさだ）とも呼ばれる。

## 生涯
当主・葛西宗清（清宗）の子として生まれた。執権・北条貞時から「貞」の偏諱を受けた。
建武2年（1335年）、北畠顕家が足利尊氏の追討のために奥州から出陣すると、父・宗清とともにその追討軍に加わった。
延元2/建武4年（1337年）、顕家に従って伊達郡霊山城へと移り、同年末からの西遠軍にも再び従軍した。
延元3/建武5年（1338年）、顕家が死亡すると奥州に戻り、北畠親房、北畠顕信らに協力し、北朝側の斯波氏、石塔氏らと戦った。
観応元年/正平5年（1350年）3月16日、死去したとされる。